# خالکوب آشویتس (مینی‌سریال)
خالکوب آشویتس (به انگلیسی: The Tattooist of Auschwitz) مینی‌سریالی در ژانر درام تاریخی محصول سال ۲۰۲۴ و به کارگردانی تالی شالوم-ایزر است که با الهام از مجموعه رمانی به همین نام اثر هدر موریس ساخته شده است. جونا هاوئر کینگ، ملانی لینسکی، آنا پروخنیاک، یوناس نای و هاروی کایتل بازیگران سریال هستند.

## خلاصه داستان
لالی سوکولوف یک زندانی یهودی در اردوگاه کار اجباری آشویتس بیرکِناو در طول جنگ جهانی دوم است که وظیفه خالکوبی شماره شناسایی روی بازوهای زندانیان دیگر را بر عهده دارد.

## بازیگران
- هاروی کایتل در نقش لالی سوکولوف
  - جونا هاوئر کینگ در نقش لالی جوان
- ملانی لینسکی در نقش هدر موریس
- آنا پروخنیاک در نقش گیتا فورمن
- یوناس نای در نقش استفان بارتزکی
- تلولا هدون در نقش هانا
- میلی اشت در نقش ایوانا
- آویتال لووا در نقش مارتا
- یالی تپل مارگالیث در نقش سیلکا
- کیتی برنشتاین در نقش گلدی سوکولوف
- فنیکس بروسارد در نقش لیان
- آدام کارست در نقش پپان
- یوآف راتمن در نقش موردوویچ
- فردریک فون لوتیشاو در نقش یوزف هوستک

## موسیقی
ساخت موسیقی سریال توسط هانس زیمر و کارا تالوه انجام شده است؛ این دو موسیقی را با والتر آفاناسیف نوشتند، متن ترانه به‌وسیلهٔ چارلی میدنایت برای ترانه اصلی «عشق زنده خواهد ماند» نوشته شده است که توسط باربارا استرایسند برای پایان مجموعه اجرا شد. این ترانه به صورت تک‌آهنگ در ۲۵ آوریل ۲۰۲۴ منتشر شد.

## پخش همگانی
این سریال برای اولین بار در ۲ مه ۲۰۲۴، در سرویس پیکاک پخش شد و در همان روز در بریتانیا از اسکای آتلانتیک به نمایش درآمد.